# رينا تاناكا (ممثلة)
رينا تاناكا (باليابانية: 田中麗奈) هي كاتبة سيناريو وممثلة يابانية، ولدت في 22 مايو 1980 بكورومي في اليابان.

## أعمال

### أفلام
- (1998) غامباتي إيكيماشوي

## وصلات خارجية
- رينا تاناكا على موقع IMDb (الإنجليزية)
- رينا تاناكا على موقع أول موفي (الإنجليزية)
- رينا تاناكا على موقع قاعدة بيانات الفيلم (الإنجليزية)